# (6477) 1988 AE5
(6477) 1988 AE5 es un asteroide perteneciente al cinturón de asteroides, región del sistema solar que se encuentra entre las órbitas de Marte y Júpiter descubierto el 14 de enero de 1988 por Henri Debehogne desde el Observatorio de La Silla, Chile.

## Designación y nombre
Designado provisionalmente como 1988 AE5. 

## Características orbitales
1988 AE5 está situado a una distancia media del Sol de 3,042 ua, pudiendo alejarse hasta 3,118 ua y acercarse hasta 2,966 ua. Su excentricidad es 0,025 y la inclinación orbital 10,286 grados. Emplea 1937,94 días en completar una órbita alrededor del Sol.
Peretenece a la familia de asteroides de (221) Eos.

## Características físicas
La magnitud absoluta de 1988 AE5 es 12,61. Tiene 11,187 km de diámetro y su albedo se estima en 0,149. 